# Karel Dostal
 Karel Dostal  (ur. 14 marca 1884 w Nymburku, zm. 1 marca 1966 w Pradze), czeski aktor, reżyser i recytator.

## Biogram
Po ukończeniu studiów teatralnych w Berlinie był w latach 1908-15 członkiem teatrów niemieckich i 1918-19 Wiedeńskiego Nowego Teatru.
W latach 1920–22 członek Miejskiego Teatru na Vinohradach, 1922-55 Teatru Narodowego, gdzie był 1945-47 dyrektorem dramatycznym, oraz 1958-59 dyrektor artystyczny Teatru Wschodnioczeskiego w Pardubicach.
W 1935 r. współzałożyciel antyfaszystowskiego Klubu Czeskich i Niemieckich Pracowników Teatralnych.

## Z reżyserii teatralnych
- Antygona (Sofokles, 1925)
- Tažení proti smrti (F. X. Šalda, 1926)
- Intryga i miłość (F. von Schiller, 1937)
- Biała zaraza (K. Čapek, 1937)
- Matka (K. Čapek, 1938, 1945)
- Faust (J. W. von Goethe, 1939)
- Medea (Eurypides, 1942)
- Książę Homburg (H. von Kleist, 1942)
- Der Traum ein Leben (F. Grillparzer, 1943)
- Oresteia (Aischylos, 1947)